# 軟骨伝導
軟骨伝導（なんこつでんどう）は、音源から内耳（蝸牛）に至る音伝導経路の一つである。この経路は2004年に奈良県立医科大学の細井裕司教授（現学長）によって発見されたもので、従来から知られている気導、骨導（骨伝導）とは異なることから「第3の聴覚経路」とも呼ばれる。特に、「軟骨」という用語に「骨」が含まれているので、骨伝導と混同されやすいが、軟骨伝導は「骨」の振動を伴わない、骨伝導とは全く異なるメカニズムである。

目次
- 概要
- 耳を構成する骨と軟骨
- 正常耳における聞こえのメカニズム
- 軟骨伝導の歴史
- 気導イヤホン（受話器）より優れている点
- 骨伝導イヤホン（受話器）より優れている点
- 軟骨伝導応用製品
- 軟骨伝導世界普及のためのコンソーシアム
- 脚注
- 関連項目

## 概要
450年以上前から、音が内耳に達する経路として気導経路と骨（伝）導経路の2つの経路が知られていた。2004年に奈良県立医科大学の細井裕司教授（現学長）が音情報を含む振動を耳軟骨部に与えると音が内耳に良好に伝達されることを発見し、気導、骨（伝）導に次ぐ第3の音伝導経路として「軟骨伝導」（当初は軟骨導と称していた）という概念と用語を提唱した。英語では、気導は"air conduction"､骨伝導は"bone conduction"であることから、軟骨伝導は"cartilage conduction"と命名された。2022年12月現在、世界的な英文科学誌に32編の論文が掲載されている。この発見をもとに、2017年には軟骨伝導を応用した補聴器が発売された。2021年には軟骨伝導専用振動子が開発されたことによって、応用製品として軟骨伝導スマホ、スマートグラス、イヤホン、新型補聴器などの開発計画が進んでいる。そして2022年には世界初の軟骨伝導ヘッドホンが、2023年には軟骨伝導集音器が発売された。

## 耳を構成する骨と軟骨
聴覚器官の末梢部は、外耳、中耳、内耳（蝸牛）から形成され、外耳は耳介と外耳道からなる。耳介の大部分は軟骨でできている。外耳道の外側半分は軟骨で形成され、内側半分は骨で形成される。外耳や外耳周辺を指で触れたり押したりすることによって、どの部分が軟骨でどの部分が骨であるかは容易にわかる。つまり、指で押すと弾力を感じて凹む部分が軟骨部で、押しても堅くて凹まない部分が骨である。音情報を含む振動を骨に与えると骨伝導で音が聞こえ、軟骨に与えると軟骨伝導で音が聞こえる。軟骨伝導に適した振動子の部位は外耳道入口部周辺の軟骨で、耳介の尖端など外耳道入口部から遠い部位は軟骨部外耳道の振動が起こりにくいので適していない。

## 正常耳における聞こえのメカニズム[1][4][5]
軟骨伝導経路の理解のために、気導経路、骨伝導経路と比較する。
- 気導経路：耳の外の音源から出た音（空気の疎密波）が耳の中に入り、鼓膜・中耳を通って蝸牛に達する経路。
- 骨伝導経路：骨伝導振動子が骨を振動させ、その骨の振動が蝸牛に直接音を伝える経路で鼓膜、中耳を通過しない。
- 軟骨伝導経路：軟骨伝導振動子が外耳道の軟骨部を振動させると、その振動によって外耳道内に音が生成され、その音が鼓膜、中耳を通り、蝸牛に達する経路。一般のラウドスピーカにおいては、振動子からの振動を受けた振動板が音を作るが、軟骨伝導においては、外耳道軟骨が振動板の役割を果たしている。この場合、振動板は円筒状なので、円筒の内部に音が形成される。つまり、音を聞く人の外耳道内に音源ができることになり、その音が鼓膜、中耳を介して蝸牛に達する。

音源が外耳道内にできる点で気導と異なり、骨の振動を必要としない点で骨伝導と異なる。

## 軟骨伝導の歴史
- 2004年に奈良県立医科大学の細井教授によって、気導とも骨伝導とも異なる新しい音伝導経路が発見され、軟骨伝導（当初は軟骨導）、Cartilage conductionと命名された。
- その後、軟骨伝導を利用した医療機器（補聴器）の研究が奈良県立医科大学で行われ、2017年にリオン社から「軟骨伝導補聴器」が発売された。この補聴器は主として「外耳道閉鎖症」の難聴者の福音となって、日本国内で普及してきた。
- 2021年には、国際医学誌Audiology Research からSpecial Issue "Bone and Cartilage Conduction"が出版された。2022年12月現在、軟骨伝導に関する32編の論文が英文国際誌に掲載され、学問の世界においては、「第3の聴覚」として定着した。
- 軟骨伝導の応用は、すでに発売されている補聴器にとどまらず、一般人を対象とした音響・聴覚機器として大きなポテンシャルを持っており、多種類の軟骨伝導機器の開発が行われている。
- 2021年に、軟骨伝導専用の振動子がCCHサウンド社によって開発され[8]、sound ball、sound diskの名称で発売された。軟骨伝導技術の核心部分の振動子の開発が行われたことにより、多くの企業がこの振動子を用いて種々の応用製品の開発を行っており、発売が計画されている。
- 2022年に、オーディオテクニカ社からCCHサウンド社の特許を用いた軟骨伝導ヘッドホンが発売された。
- 2023年にTRA社からCCHサウンド社の技術を用いた集音器とヘッドホンが発売された。
- 2023年、軟骨伝導発見者の細井学長によって考案された「難聴者が窓口で困らない環境整備」を目的とした「窓口用軟骨伝導イヤホン」が金融機関、役所等の窓口へ設置され、全国的に普及してきた。

## 気導イヤホン（受話器）より優れている点[1][4][5]
- カナル型（外耳道密閉型）気導イヤホンのように外耳道を閉鎖することなく使用できるので、耳閉感や、咀嚼時の雑音を感じることがない。
- インナーイヤー型（外耳道開放型）気導イヤホンに対しては、軟骨伝導では使用者の外耳道内に音源があるため、音源が外耳道外にあるインナーイヤー型より音漏れが少ない。（隣の人に聞かれにくい。）また、軟骨伝導イヤホンの方が低音域、高音域ともに良く出力され、全体の周波数特性も良い[9]。
- スマートホンに応用すると、音量調整ツマミを操作することなく、瞬時に手加減で最適音量に調整することができる。
- スマートグラス、メガネ型スマホ・補聴器・コンピュータ端末などへの応用においては、メガネのツルの先に振動子を装着することにより、耳の裏から外耳道軟骨を駆動して音を聞くことができる。
- 腕時計型スマホにおいては、振動を指を介して外耳道軟骨に伝えることによって、聞くことができる。
- 水中でも良く聞こえる。4mの深さの潜水試聴実験により証明されている。
- 気導イヤホンのように音を発出する穴がないので清潔である。（気導イヤホンでは音を出す穴に耳垢や皮脂が固着する。）外耳道内にイヤホンを挿入しないので外耳道炎の心配が無く、外耳道を開放して使用するので外耳道内が湿潤になることはなく、外耳道真菌症（耳のカビ）になりにくい。また、音を出す穴がなく、通常のイヤホンの形にとらわれることなく、真球形など自由に形状の設計ができる。このことを利用した宝飾品（音が出る宝飾品、Sound Jewelry）が実現できる。

## 骨伝導イヤホン（受話器）より優れている点[1][4][5]
- 骨伝導を起こす条件として、骨伝導振動子によって大きな振動エネルギーを頭蓋骨に伝える必要がある。従って、大きな消費電力が必要であるばかりでなく、骨伝導振動子を頭蓋骨に向かって圧迫する必要がある。圧迫には時として痛みを生じる。また、振動エネルギーが大きいために周辺の空気を振動させ、気導音を発生させて音漏れが生じる。軟骨伝導では軽い軟骨を振動させるので、消費電力も小さく、振動子を軟骨に接触させるだけで良い。音漏れも少ない。
- 骨伝導では気導や軟骨伝導のような完全なステレオ音は得られない。ステレオ音を得るためには、左右の内耳（蝸牛）に別々の音情報が入力される必要がある。つまり、強度差と位相差があることが条件となる。骨伝導においては、左右の耳の近傍に骨伝導振動子をそれぞれ一つずつ置いても、それが融合されて頭蓋骨において一つの振動となるので、左右の内耳に入力される音情報に十分な強度差と位相差が生じない。骨伝導そのものはステレオ感を生じさせないが、骨伝導振動子の振動によって惹起された空気振動が気導音となって左右の内耳に別々の情報が入力されることが骨伝導振動子による若干のステレオ感に関与していると考えられる。
- 骨伝導イヤホンを用いた補聴器の装用者41名に、軟骨伝導イヤホンを用いた補聴器をフィッティングしたところ、39名が軟骨伝導に乗り換えた。このことは、骨伝導イヤホンに対する軟骨伝導イヤホンの優位性を実験的に示したものである[10]。

## 軟骨伝導応用製品
軟骨伝導の特徴に着目して、2017年に補聴器が発売され、その後以下のような応用製品の開発や検討が行われている。
1. 補聴器・集音器：外耳道閉鎖症など外耳の障害で、耳の穴に挿入して使用する気導補聴器が使用できず、骨導補聴器を使用している難聴者のために、奈良県立医科大学とリオン社によって「軟骨伝導補聴器」が開発され、2017年11月に発売された。軟骨伝導補聴器は、耳の外側にある軟骨部分に振動を加えて使用するため、外耳に障害があっても使用可能である。聴覚は言葉の発達にとって重要な役割を果たすため、外耳に障害をもつ子供たちへの福音となり、日本においては急速に普及してきた。海外においては、2019年からミシガン大学やインドネシア国立大学で、軟骨伝導補聴器の臨床応用の研究が行われ[11]、研究結果が国際誌やアメリカの学会で報告された[1][2][3][4][12][13][14][15][16][17][18][19]。2023年にはTRA社から軟骨伝導集音器が発売された。イヤホンに耳垢や皮脂が固着しないなど清潔であること、外耳道開放で使用するので、耳閉感や咀嚼音が響くなどの不快感がないことなど軟骨伝導の特徴が生かされている。
2. 携帯電話、スマートホン：軟骨伝導の利点を生かした携帯電話が、2012年にローム社で試作され、同年の日本耳鼻咽喉科学会総会において供覧された[20]。この携帯電話は音量調整ツマミを操作することなく、手加減で振動子が耳珠に当たる押圧を変更することにより、瞬時に最適音量に調整することができる。大きな騒音下でも、振動子部分を強く耳珠に押し当てることにより、耳珠が耳穴を閉鎖し外部音を遮断するだけでなく、外耳道閉鎖効果により会話相手の音声が大きくなり、瞬時にS/Nが改善できる。（音源が外耳道内にできる軟骨伝導の特徴を生かせる。）また、軟骨の振動が外耳道内に気導音を生成するため、自分には聞こえるが周囲に音が漏れない。その他、液晶面を顔や耳に接触させずに使用できることから液晶画面が汚れない、補聴器を装用したまま使用することができるなどの優れた特徴がある[1][4][5][6]。
3. イヤホン（音声通信用、音楽鑑賞用、補聴器用、水中用など）：耳の穴を塞がずに使用できるため、外界の音を聞きながら軟骨伝導イヤホンで音楽や音声を聞けるという特徴があるので、屋外で音楽を聞く場合においても外界の危険を察知することができる。また、軟骨伝導スマホと同様に周囲に音が漏れにくいので隣にいる人の迷惑にならない[1][4]。現在のほぼ全ての通信用インカムは片耳で通信音を聞き、もう一方の耳で周囲の顧客からの声を聞いている。片耳で通信音を聞くより両耳で聞く方が聞きやすいし、周囲からの音も片耳では、どの方向から話し掛けられているかもわからない。軟骨伝導インカムは両耳で通信音が聞け、両耳で周囲の声や音を通常通り立体的に聞けるので、警察などの官公庁、イベント会場などのインカムによる通信に適している。
4. 窓口用軟骨伝導イヤホン：役所や金融機関等の窓口で、難聴者が困らない環境整備のために開発された。従来のイヤホンは音を出す穴が開いているので、先に使用した人の耳垢や皮脂が付着しており、複数の人が使用することはできない。軟骨伝導イヤホンは穴がなく、凹凸がないので耳垢が固着することなく、清潔に使用できるので、全国の窓口に普及してきている[21][22]。
5. メガネ型軟骨伝導機器（耳裏から音振動を入力）：軟骨伝導は耳穴から音を入力する必要はなく、外耳道軟骨周囲のいずれからでも入力できる。耳の裏から外耳道軟骨を駆動して音を聞くことができる。この場合は、耳穴周囲にイヤホンなどを装着する必要はなく、他人から見て使用者が音を聞いていることすらわからない。メガネのツルの先に軟骨伝導振動子を装着する、以下のようなものが考えられている[1][4]。
  - 軟骨伝導スマートグラス（スマートグラスの聴覚部分に軟骨伝導技術を導入）
  - メガネ型通信装置（電話など）
  - メガネ型コンピュータ端末
  - メガネ型補聴器・集音器
6. 腕時計型スマホ：腕時計を耳に接着することは困難であるが、腕時計に装着された振動子からの振動を指を介して外耳道軟骨に伝えることによって、音を聞くことができる[1][4]。
7. ロボット（コミュニケーションロボット・介護ロボットなど）：ロボットのスピーカから音声が発出される方法だと、複数のロボットが音声を発出すると聞こえにくい。イヤホンを使用すると耳穴にイヤホンを挿入する必要が生じる。ロボットの指に軟骨伝導振動子を埋め込むと指を人の耳に置くだけで、外部の騒音に邪魔されずにロボットからの音声が明瞭に聞ける[1][4]。
8. 水中通信・音響・聴覚製品：気導音響製品は水中では使用できないが、軟骨伝導は水中でも良く聞こえる。潜水通信、水中レジャー用音響機器に適している。水深4ｍまでの潜水試聴実験で水中でもよく聞こえることが証明された。
9. 音が聞こえる宝飾品（Audio earring）：気導イヤホンのように音を発出する穴が不要なので、真の球状など自在に形状がデザインできる。見た目は完全な宝飾品だが、音が聞こえる新しいジャンル（Sound Jewelry）が生まれる。

## 軟骨伝導世界普及のためのコンソーシアム
2022年6月、日本発の軟骨伝導の技術を世界に広めるためのコンソーシアムが発足した。2023年1月時点で、正会員27社、ニュースレター配信会員16社が参加している。